# Czynnik B
Czynnik B (ang. Factor B) – składnik alternatywnej drogi aktywacji dopełniacza.
Czynnik B krąży we krwi jako pojedynczy łańcuch polipeptydowy złożony z 739 reszt aminokwasowych. W wyniku aktywacji drogi alternatywnej jest rozcinany przez czynnik D układu dopełniacza na niekatalityczny łańcuch Ba (fragment z końcem aminowym) i katalityczną podjednostkę Bb (fragment z końcem karboksylowym). Rozcięcie następuje w pozycji Arg-Lis (234/235 łańcucha polipeptydowego).
Podjednostka Bb jest enzymem, proteazą serynową, która łączy się ze składnikiem C3b tworząc konwertazę C3 drogi alternatywnej.
Gen dla czynnika B u ludzi (Complement Factor B, CFB) znajduje się na chromosomie 6 w MHC (ang. Major Histocompatibility Complex).